# کارنوستی
کارنوستی (به انگلیسی: Carnoustie) یک شهرک در اسکاتلند است که در آنگوس واقع شده‌است. کارنوستی ۱۱٬۳۹۴ نفر جمعیت دارد.